# دنیس پارسونز بورکیت
دنیس پارسونز بورکیت (انگلیسی: Denis Parsons Burkitt؛ ۲۸ فوریه ۱۹۱۱ – ۲۳ مارس ۱۹۹۳)؛ FRS؛ یک پزشک و جراح اهل بریتانیا بود.
او در ۱۱ سالگی در سانحه‌ای، چشم راستش را از دست داد. پس از اتمام دورهٔ دبیرستان به کالج ترینیتی رفت تا همچون پدرش در رشتهٔ مهندسی تحصیل کند، اما چون معتقد بود دستِ سرنوشت، رشتهٔ پزشکی را برای وی برگزیده است، تغییر رشته داد و به پزشکی روی آورد و در سال ۱۹۳۸ میلادی در رشتهٔ جراحی، تخصص خود را دریافت داشت. وی در دوران جنگ جهانی دوم در واحدِ پزشکان ارتش سلطنتی بریتانیا خدمت کرد و بعدها به کنیا و سومالی‌لند اعزام شد. پس از پایان جنگ، او تقدیر خود را در خدمت به ممالک در حالِ توسعه دید و به اوگاندا رفت و در کامپالا سکنا گزید و تا سال ۱۹۶۴ میلادی در آنجا ماند.
وی دو مشارکت مهم در علم پزشکی دارد:
1. کشف، توصیف، پژوهش و نام‌گذاری لنفوم بورکیت[۱]
2. شرح و بسط نقش تغذیه در بروز برخی بیماری‌ها به‌ویژه نقش فیبرها در سلامت و جلوگیری از سرطان، بیماری‌های قلبی-عروقی و دیابت.[۲] کتاب مشهور او «فیبر را در رژیم غذایی‌تان فراموش نکنید»،[۳] یکی از پرفروش‌ترین کتابها در سطح جهانی، در آن دوران بود.

وی همچنین برندهٔ افتخارات و جوایزی همچون جایزه پژوهش پزشکی بالینی لسکر-دی‌بیکی، نشان بنجامین فرانکلین شده‌است.